# Рошман-Гьорбург Юліус
Ю́ліус Ро́шман-Гьо́рбург (1852 — невідомо) — доктор права, статистик, громадський діяч, ректор Чернівецького університету у 1896—1897 роках.

## Біографія
Юліус Рошман-Гьорбург навчався у Віденському університеті, а потім продовжив здобувати освіту в університетах міст Граца та Інсбрука.
Свою наукову діяльність розпочав у Відні, де 1843 року здобув науковий ступінь доктора права і працював на посаді віце-секретаря Центральної статистичної комісії Відня.
У 1887 році став приват-доцентом статистики у Віденському університеті, а через певний час — доцентом національної економіки і статистики.
Згодом, у 1891 році, Юліус фон Гьорбург переїхав до Чернівців і обійняв посаду штатного професора статистики Чернівецького університету.
Наступного, 1892 року, його обирають деканом юридичного факультету, а на 1896—1897 навчальний рік він був обраний ректором Чернівецького університету.
У 1897 році Гьорбурга обирають депутатом міськради Чернівців.

## Публікації[1]
- Свої наукові праці друкував у щомісячному журналі статистичного управління Буковини;
- Окремими виданнями вийшли праці «Земельний скарб Австрії», «Агро-статистичний атлас» та інші.